# Super Monkey Ball 3D
Super Monkey Ball 3D (яп. スーパー モンキー ボール 3D) — відеогра серії Super Monkey Ball, випущена ексклюзивно для Nintendo 3DS. Розроблена Dimps спільно з Amusement Vision, випущена Сеґа. 
Гравець може використовувати або Circle Pad, або внутрішній гіроскоп консолі для керування Айая та його друзів, щоб вони могли зібрати якомога більше бананів упродовж певного часу, як і в попередніх іграх серії Super Monkey Ball. 
Super Monkey Ball 3D підтримує три режими гри: традиційні головоломки, «Monkey Race» (рос. Мавпяча гонка), в якому гравці обганяють один одного в шаленій битві на автомобілях, і «Monkey Fight» (рос. Мавпяча битва), в якій гравці б'ються один з одним. Бійки дуже схожі на серію ігор Super Smash Bros.. 
В останніх двох режимах: «Monkey Race» та «Monkey Fight», можна грати за допомогою бездротового з'єднання з 4 гравцями, але функціональність Nintendo Wi-Fi Connection відсутня. 